# بوگلارکا مگیری
بوگلارکا مِدیِری (مجاری: Megyeri Boglárka؛ زادهٔ ۱۹ ژوئیهٔ ۱۹۸۷) بازیکن فوتبال اهل مجارستان است.

وی همچنین در تیم ملی فوتبال زنان مجارستان بازی کرده‌است.